# شاخص بارش استانداردشده
شاخص بارش استانداردشده SPI (به انگلیسی: Standardized Precipitation Index) یک شاخص استاندارد برای بیان بارش است.

## شاخص بارش استاندارد شده spi
spi شاخص بارش استاندارد شده بر پایه این حقیقت که کسری بارش تأثیرات متفاوتی بر بر آب‌های زیر زمینی، ذخیره منابع، روطوبت خاک، پوشش برف و جریان جویبار دارد استوار است. شاخص بارش استاندارد شده کسری بارش را برای مقیاس‌های زمانی چند گانه(۳،۶،۱۲،۲۴،۴۸ماهه) محاسبه می‌کند. این مقیاس‌های زمانی تأثیر خشکسالی را بر موجود بودن منابع آبی متفاوت را منعکس می‌کند. شرایط رطوبتی خاک دو برابر ناهنجاری‌های بارش در یک مقیاس به نسبت کوتاه واکنش نشان می‌دهند در حالی که آب‌های زیر زمینی، جریان رودخانه و منابع ذخیره در یک دوره طولانی تر به ناهنجاری‌های بارش واکنش می‌دهند.

## نحوه محاسبه شاخص
شاخص بارش استاندارد شده با اختلاف بارش از میانگین برای یک مقیاس زمانی خاص محاسبه می‌شود و سپس با تقسیم بر انحراف معیار، بدست می‌آید.
X-μ/σ

## درباره شاخص
چون بارش برای مقیاس‌های زمانی کمتر از ۱۲ ماه نرمال پراکنده نمی‌شود، یک سازگاری و روشی ایجاد می‌شود که به شاخص بارش استاندارد شده اجازه می‌دهد که به صورت نرمال توزیع شود. بنابراین متوسط شاخص بارش استاندارد شده برای یک مقیاس زمانی، صفر هستند و انحراف معیار یک است. این یک مزیت است برای اینکه شاخص بارش استاندارد شده نرمال می‌شود، بنابراین اقلیم‌های مرطوب تر و خشک تر می‌توانند از طریق مشابهی ارائه شوند.

## سیستم طبقه بندی شاخص
یک سیستم طبقه‌بندی برای تعریف شدت‌های خشکسالی منتج از شاخص بارش استاندراد شده مورد استفاده قرار می‌گیرد.
مقدار شاخص بارش استاندارد شده	طبقه بندی رطوبت
- ۲ و بیشتر		فوق العاده مرطوب
- ۹۹/۱تا۵/۱	خیلی مرطوب
- ۱تا ۴۹/۱	نسبتا مرطوب
- ۰تا ۹۹/۰	نزدیک به نرمال
- ۱-	تا ۴۹/۱-	نسبتاً خشک
- ۹۹/۱-تا۵/۱-	خشکسالی شدید
- ۲ - و کمتر		فوق العاده خشک

یک وقوع خشکسالی هنگامی اتفاق می‌افتد که شاخص بارش استاندارد شده به صورت منفی تداوم یافته و شاخص بارش استاندارد شده ۰/۱- یا کمتر از آن برسد، رخ می‌دهد، حادثه خشکسالی هنگامی که شاخص بارش استاندارد شده مثبت شود خاتمه می‌یابد. بنابراین هر وقوع خشکسالی یک تداوم تعریف شده به  وسیله شروع، پایان و شدت آن برای هر ماه که حادثه ادامه داشته، دارد. بزرگی تجمعی خشکسالی هم ممکن است اندازه‌گیری شود. آن بزرگی خشکسالی  نامیده می‌شود و آن مجموع مثبت شاخص بارش استاندارد شده برای کل ماه‌های داخب یک رخ داد خشکسالی است. این استاندارد شدن به شاخص بارش استاندارد شده اجازه می‌دهد که کمیابی جاری را تعیین کند.

## نرم‌افزارهای طراحی نقشه spi
فهرست معروف‌ترین نرم‌افزارهایgis
- ArcView
- آرک جی‌آی‌اس
- ایلویس
- IDRISI
- golden software surfer

## ترسیم نقشه حاصل از شاخص در محیط نرم‌افزار gis
برای این کار از فیلم آموزشی تهیه شده در انجمن تخصصی جی آی اس و علوم مکانی از آدرس زیر استفاده کنید
http://forum.arcgis.ir